# Bushveld
El Bushveld és una ecoregió boscosa inclosa en el bioma Praderies, sabanes i matollars tropicals i sub-tropicals d'Àfrica del sud anomenat veld. L'ecoregió hi comprén la majoria de la província de Limpopo i una part petita de la Província del Nord-oest de Sud-àfrica, els Districtes Central i del Nord-Est de l'estat de Botswana i el Matabeleland Del sud i part del Matabeleland Del nord (províncies de Zimbàbue) El Parc Nacional Kruger dins de Sud-àfrica té unes quantes d'àrees al seu interior de 'Bushveld'.

## Geografia
L'elevació d'aquesta regió varia de 750 a 1.400 m i llur precipitació anual de 350 mm en parts del nord-est. Hi ha quatre cadenes muntanyoses significatives en aquesta regió: el Magaliesberg que va des de Rustenburg a l'oest fins a Bronkhorstspruit a l'est i forma la frontera sud del Bushveld; l'escarpa de Drakensberg que forma la frontera oriental del Bushveld i discorre des de Tzaneen al nord fins a Belfast al sud; la serralada Waterberg que es troba al mig del Bushveld i la serra de Soutpansberg, just al nord de Louis Trichardt. Aquesta última és la serralada més septentrional de Sud-àfrica.

## Flora i fauna
Tal com estipula el nom de la regió, les planes de Bushveld estan ben esquitxades de punts densos d'arbres i arbustos alts. Les pastures aquí trobades són generalment altes i es tornen marrons o pàl·lides a l'hivern, que és l'estació seca de la major part de l'Àfrica meridional. Les parts no alterades d'aquest hàbitat, com gran part de la biosfera Waterberg, són la llar de moltes espècies de mamífers grans, com el rinoceront blanc, el rinoceront negre, la girafa, els nyus blaus, el kudu, la impala i una gran varietat d'espècies d'antílops i altres espècies objecte de cacera.

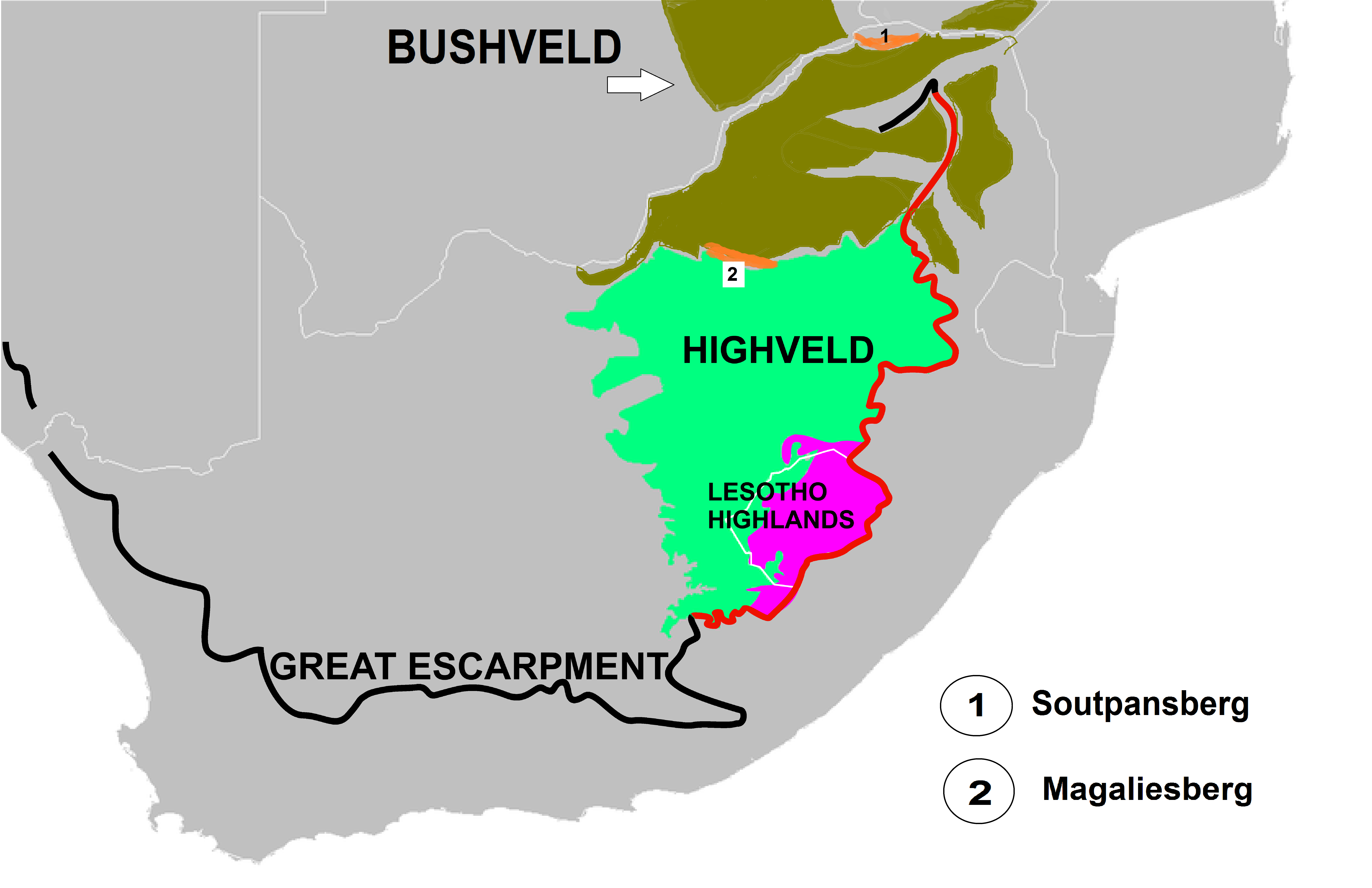
Encaix entre les zones Bushveld i Highveld, amb accidents destacats com ara les serralades de Magaliesberg de Soutpansberg, i la gran escarpa del sud d'Àfrica -línia negra- que inclou Drakenserg -línia vermella-.

## Geologia
El Bushveld és una de les regions més riques en minerals del món. Això és a causa del Complex igni de Bushveld, una formació geològica de forma arrodonida que estén per més de 50.000 quilòmetres quadrats. Aquesta formació conté la majoria de les reserves del món de minerals com andalusita, crom, fluorita, platí i vanadi. El complex inclou la capa Merensky Reef, la qual és el la font mundial més important de platí així com metalls propers al platí.

## Agricultura
Mentre la majoria de la regió tendeix per ser seca, el Bushveld té producció majoritàriament de bestiar de vedella i cria i alliberament d'animals de caça, amb uns pocs conreus resistents a la sequera com sorgo i mill cultivats, normalment sota regadiu.

## Middleveld
El terme Middleveld és de vegades utilitzat per descriure terra situada entre una altitud de 600m i 1200m i ha estat sinònim del terme Bushveld.

## Ciutats i ciutats
Les ciutats i les ciutats en la regió inclouen:

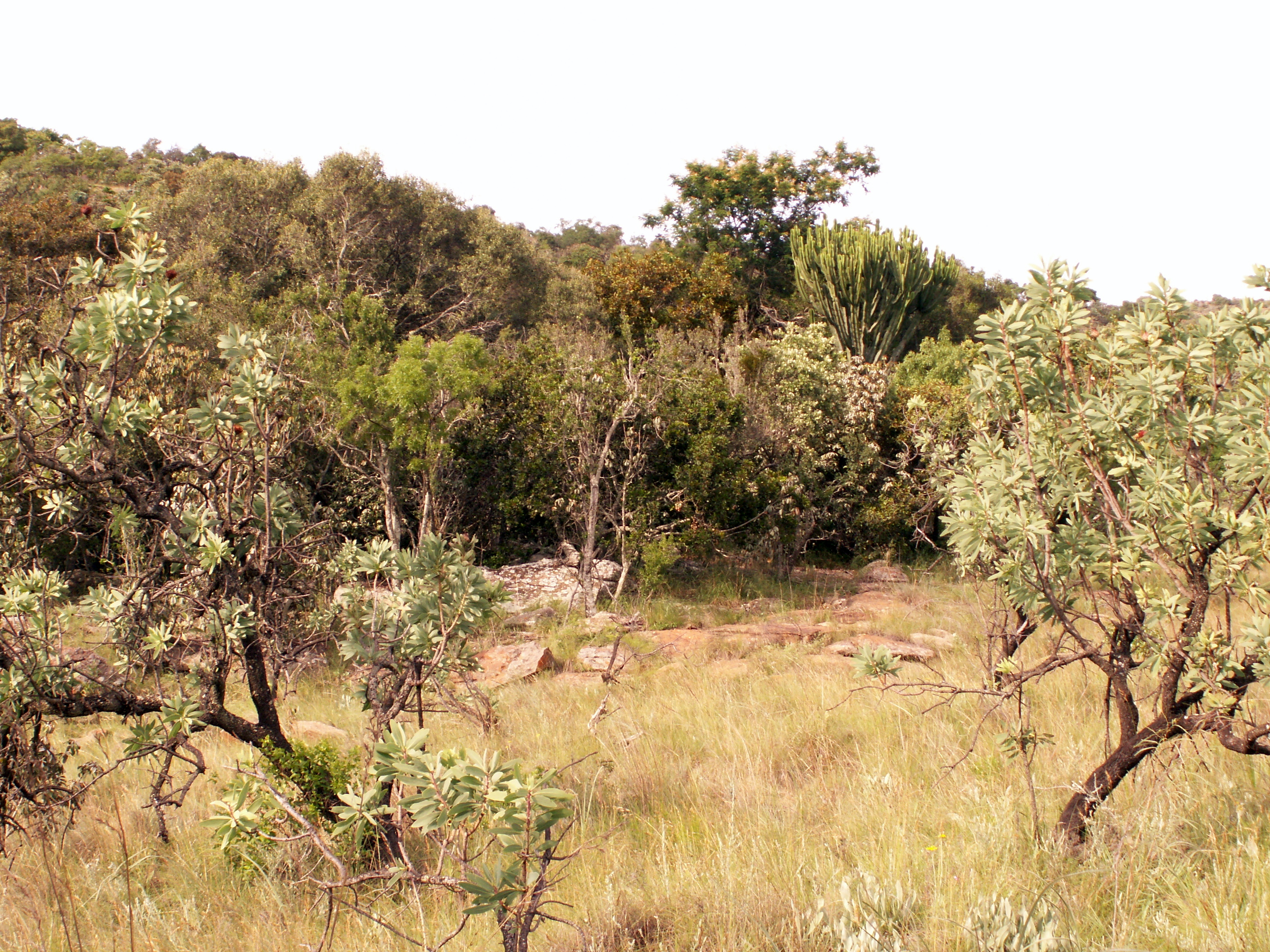
Flora del Bushveld a prop de la presa Doorndraai, Naboomspruit, Limpopo.

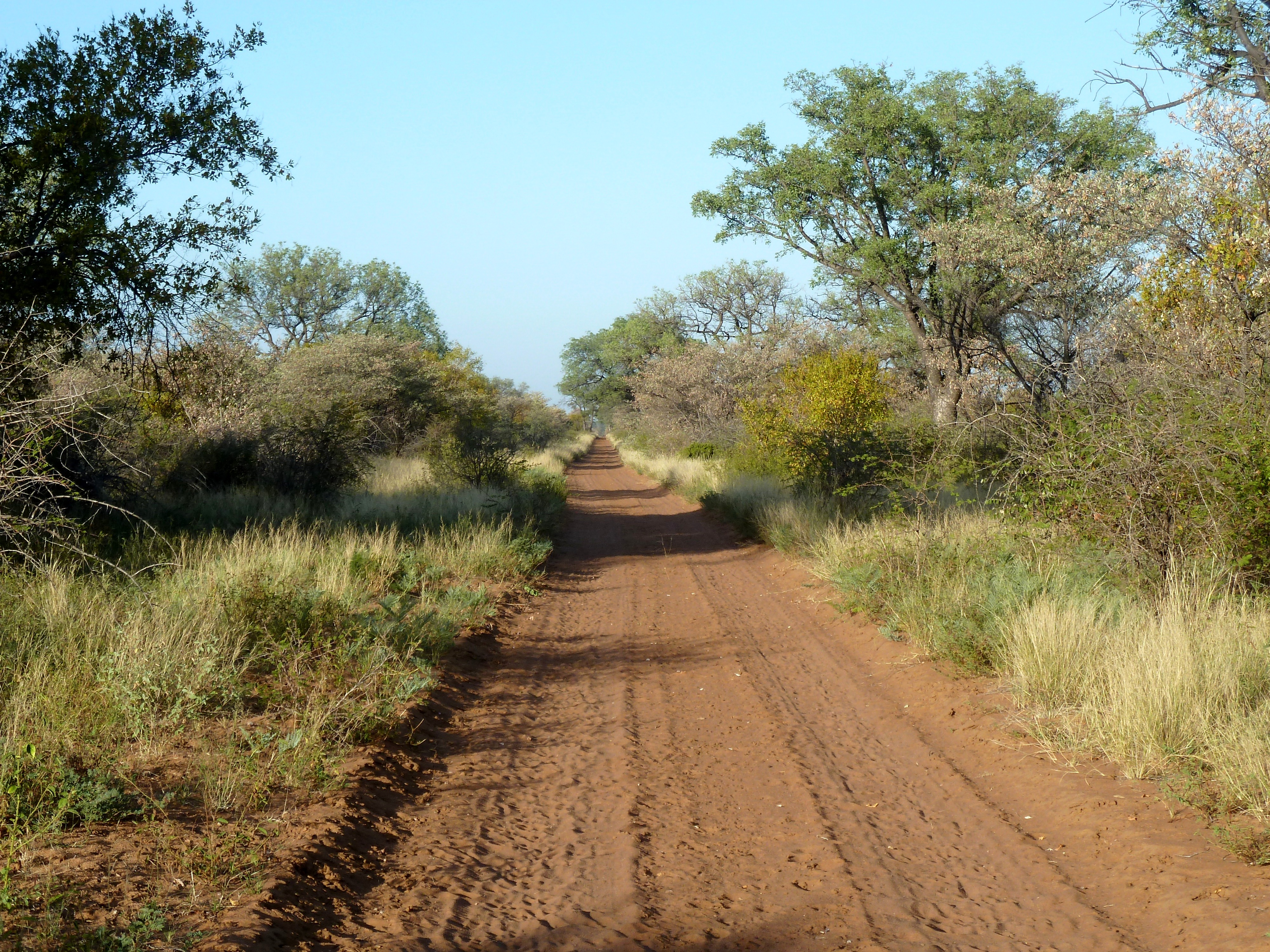
Pista de terra entre vegetació Bushveld situada en la Vall de Limpopo, amb altituds baixes.

- Bela Bela (Anteriorment Warmbaths)
- Brits
- De Wildt
- Haenertsburg
- Hammanskraal
- Lephalale (Anteriorment Ellisras)
- Louis Trichardt
- Mara
- Modimolle (Anteriorment Nylstroom)
- Mokopane (Anteriorment Potgietersrus)
- Mookgophong (Anteriorment Naboomspruit)
- Musina (Anteriorment Messina)
- Northam
- Phalaborwa
- Pienaarsrivier
- Polokwane (Anteriorment Pietersburg)
- Roedtan
- Selebi-Phikwe
- Ciutat de sol
- Thabazimbi
- Vaalwater
- Vivo
- Zion Ciutat Moria
- Rustenburg